# Skibidi
Skibidi è un singolo del gruppo musicale russo Little Big, pubblicato il 5 ottobre 2018 su etichetta discografica Warner Music Russia, come primo estratto del terzo album in studio del gruppo. Il brano è scritto da Femi Adebogun e Il'ja Prusikin, ma prodotto da quest'ultimo è Ljubim Chomčuk.

## Video musicale
Il video musicale, diretto da Alina Pasok, è stato pubblicato sul canale YouTube del gruppo il 5 ottobre 2018. Dopo appena tre giorni il videoclip ha raccolto oltre 10 milioni di visualizzazioni, mentre due mesi dopo la cifra record di 100 milioni. Il 21 aprile 2020 è diventato con 396 milioni di visualizzazioni il video più visto di un artista russo, primato poi superato da I Got Love (2016) di MiyaGi & Ėndšpil'.
Il 18 marzo 2019 è stato divulgato un videoclip per la versione "romantica" della canzone. Il video che contiene molti riferimenti a famosi video musicali degli anni '80 e '90 del XX secolo e alla musica e alla cultura pop di quel periodo in generale, ha raggiunto in appena un giorno 3,7 milioni di visualizzazioni.

### Sinossi
All'inizio del video il protagonista, Il'ja Prusikin, balla una strana danza ritmica camminando lungo l'Akademichesky Lane a San Pietroburgo. Nel corso del video incrocia diverse persone: un bambino in un passeggino, una spogliarellista, agenti di polizia durante l'arresto, un cane, che imitano la sua danza. Più avanti nella cornice appare la solista della band Sof'ja Tajurskaja, che balla in diversi costumi, mentre nelle sue cornici si può vedere il ritratto di Il'ja con un piatto con il purè di patate in mano e acqua di colonia (riferimento al singolo Faradenza).

## Tracce
Testi di Femi Adebogun e Il'ja Prusikin, musiche di Il'ja Prisikin e Ljubim Chomčuk.
1. Skibidi – 2:44 (musica: Ljubim Chomčuk, Il'ja Prusikin)

## Classifiche
| Classifica | Posizione massima |
| ---------- | ----------------- |
| Russia     | 1                 |